# 1543

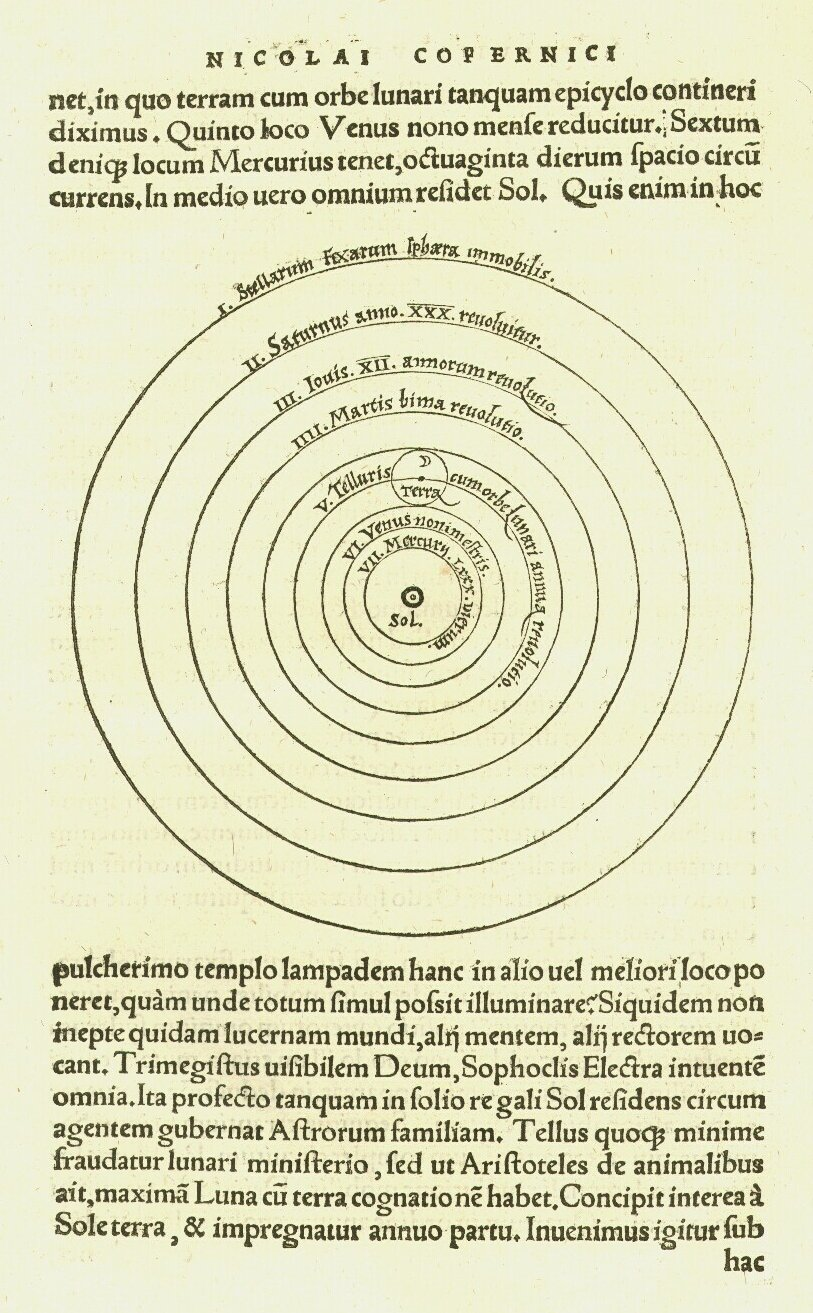
pagina uit Copernicus' De revolutionibus

Het jaar 1543 is het 43e jaar in de 16e eeuw volgens de christelijke jaartelling.

## Gebeurtenissen
januari
- 3 - Na de dood van Juan Rodríguez Cabrillo wordt de leiding over zijn expeditie overgenomen door Bartolomé Ferrelo.

maart
- 21 - Maria van Hongarije voert de Tiende Penning in, een belasting van 10% op inkomsten uit vermogen.

april
- 14 - Bartolomé Ferrelo keert terug naar Nieuw-Spanje na zijn expeditie waarin hij de kust noordwaarts verkend heeft tot aan Russian River.

mei
- 5 - Sigismund II August huwt Elisabeth van Oostenrijk.

juli
- 1 - Verdrag van Greenwich - Vredesverdrag en huwelijksverdrag tussen Hendrik VIII van Engeland en de Schotse regent James Hamilton. Een huwelijk zal worden gesloten tussen de Engelse kroonprins Edward en de Schotse koningin Maria I, wat tot een personele unie tussen beide landen moet leiden.
- 4-7 - Beleg van Amersfoort: Maarten van Rossum belegert en brandschat de stad Amersfoort.
- 12 - Hendrik VIII trouwt voor de zesde maal, met Catharina Parr.
- 17 - Blasco de Garay vaart met een schip aangedreven door een aeolipile (primitieve stoommachine).

augustus
- 6-22 - Beleg van Nice: Een gezamenlijke Frans-Ottomaanse vloot verovert en plundert Nice.

september
- 7 - Traktaat van Venlo: Gelre houdt op te bestaan als zelfstandig hertogdom en wordt bij de Habsburgse Nederlanden gevoegd, die nu de Zeventien Provinciën vormen. Einde van de Gelderse Oorlogen.
- 9 - De negen maanden oude Mary Queen of Scots wordt gekroond in de Chapel Royal van Stirling Castle.

oktober
- 3: Verdrag van Marburg: Palts-Veldenz wordt afgesplitst van Palts-Zweibrücken.

december
- 11 - Het Parlement van Schotland verwerpt het Verdrag van Greenwich, wat tot een hernieuwde oorlogstoestand tussen Engeland en Schotland leidt.

zonder datum
- Slag bij Wayna Daga - Een gezamenlijk Ethiopisch-Portugees leger verslaat Adal. Einde van de bezetting van Ethiopië en de Ethiopisch-Adalse oorlog
- Ruy López de Villalobos onderneemt een expeditie naar de Filipijnen en geeft het zijn huidige naam.
- Mumbai komt in Portugese handen.
- Jean-François Roberval overwintert op het fort Charlesbourg Royal (nabij het huidige Quebec) in een mislukte poging een kolonie in Canada te stichten.
- Huwelijk tussen Filips van Spanje en Maria Emanuela van Portugal.
- Domingo Martínez de Irala verkent de Paraguay en Paraná.
- De Lovenpolder en Mettenijepolder worden ingepolderd.

## Beeldende kunst

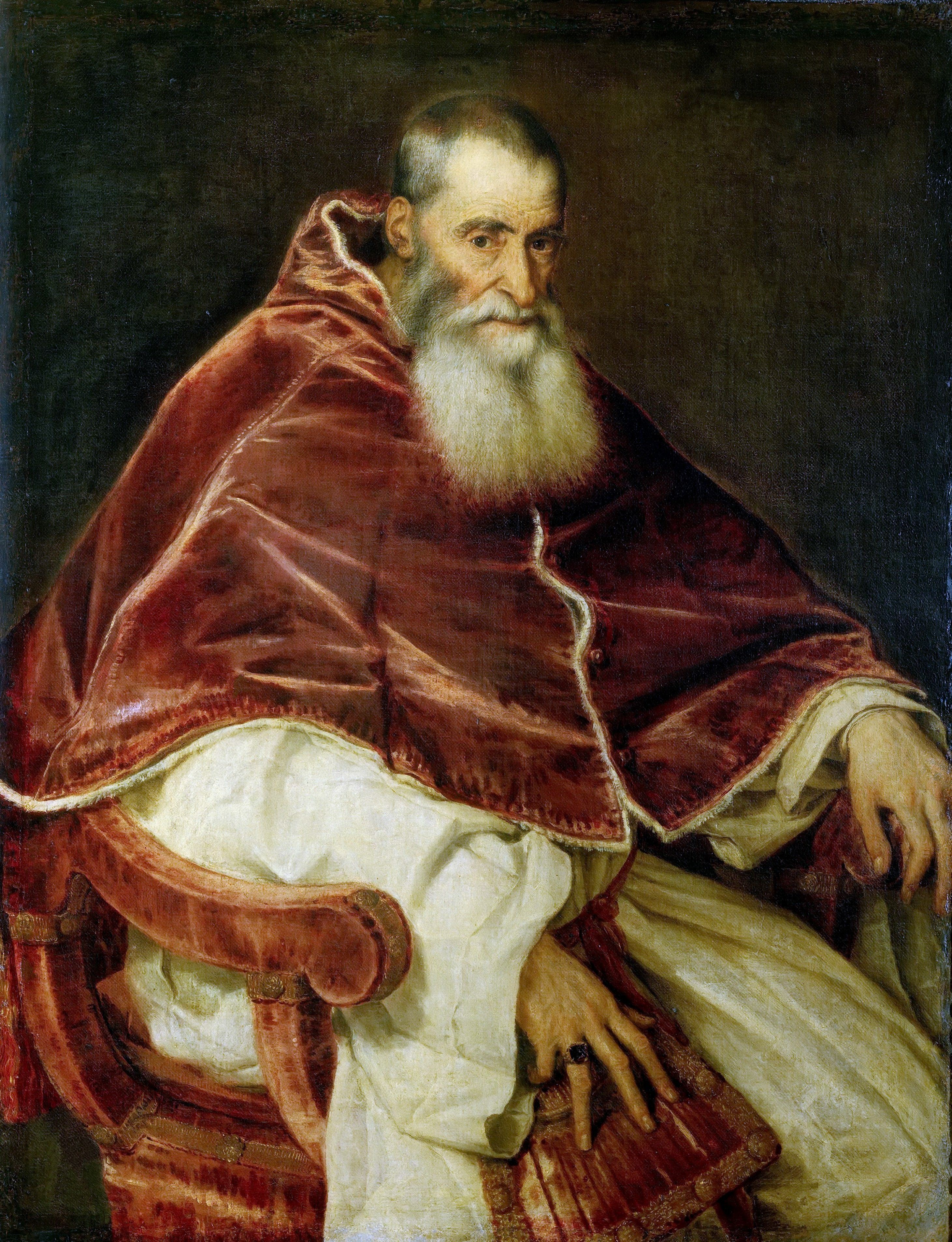
Titiaan: Portret van Paus Paulus III
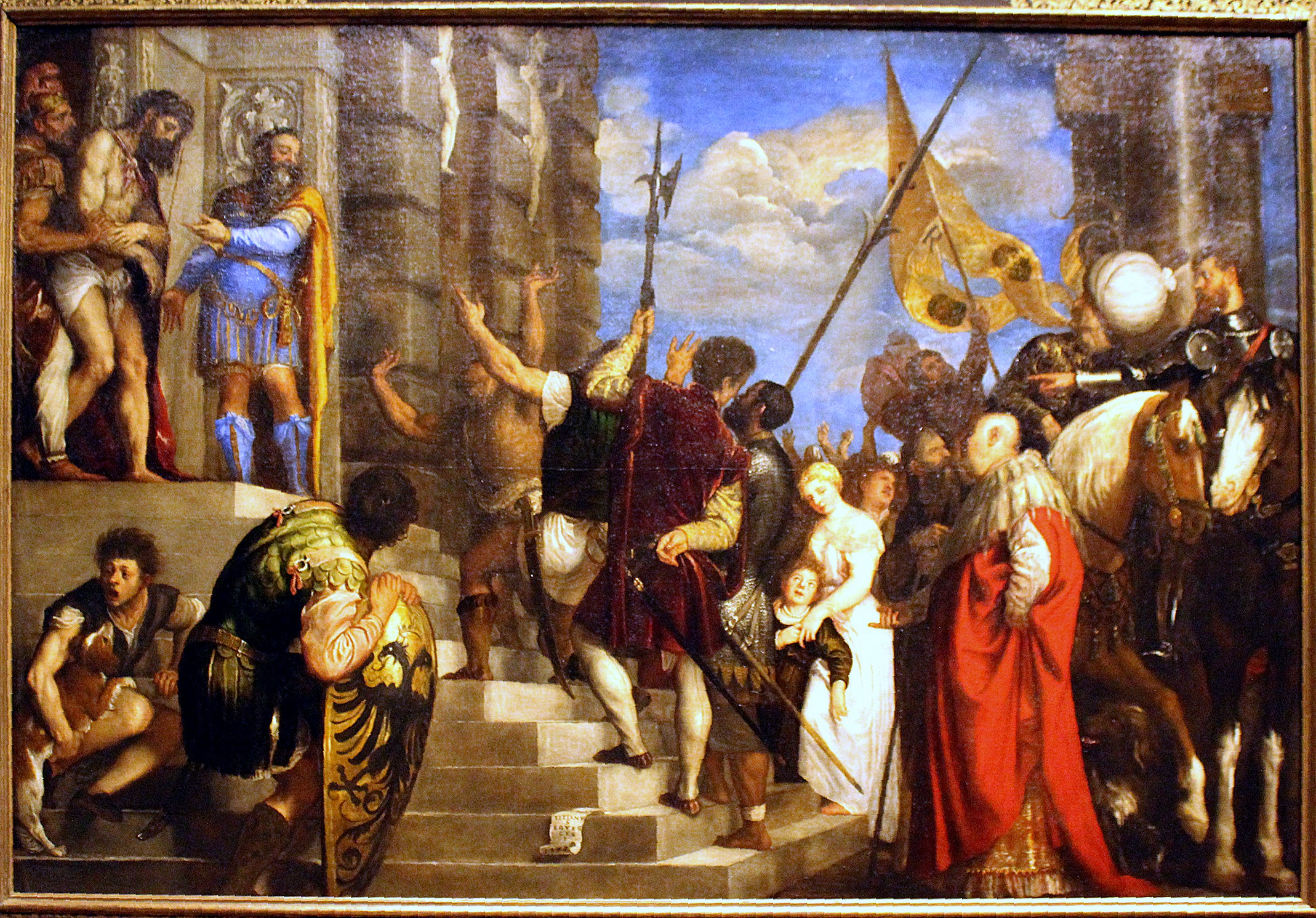
Titiaan: Ecce Homo
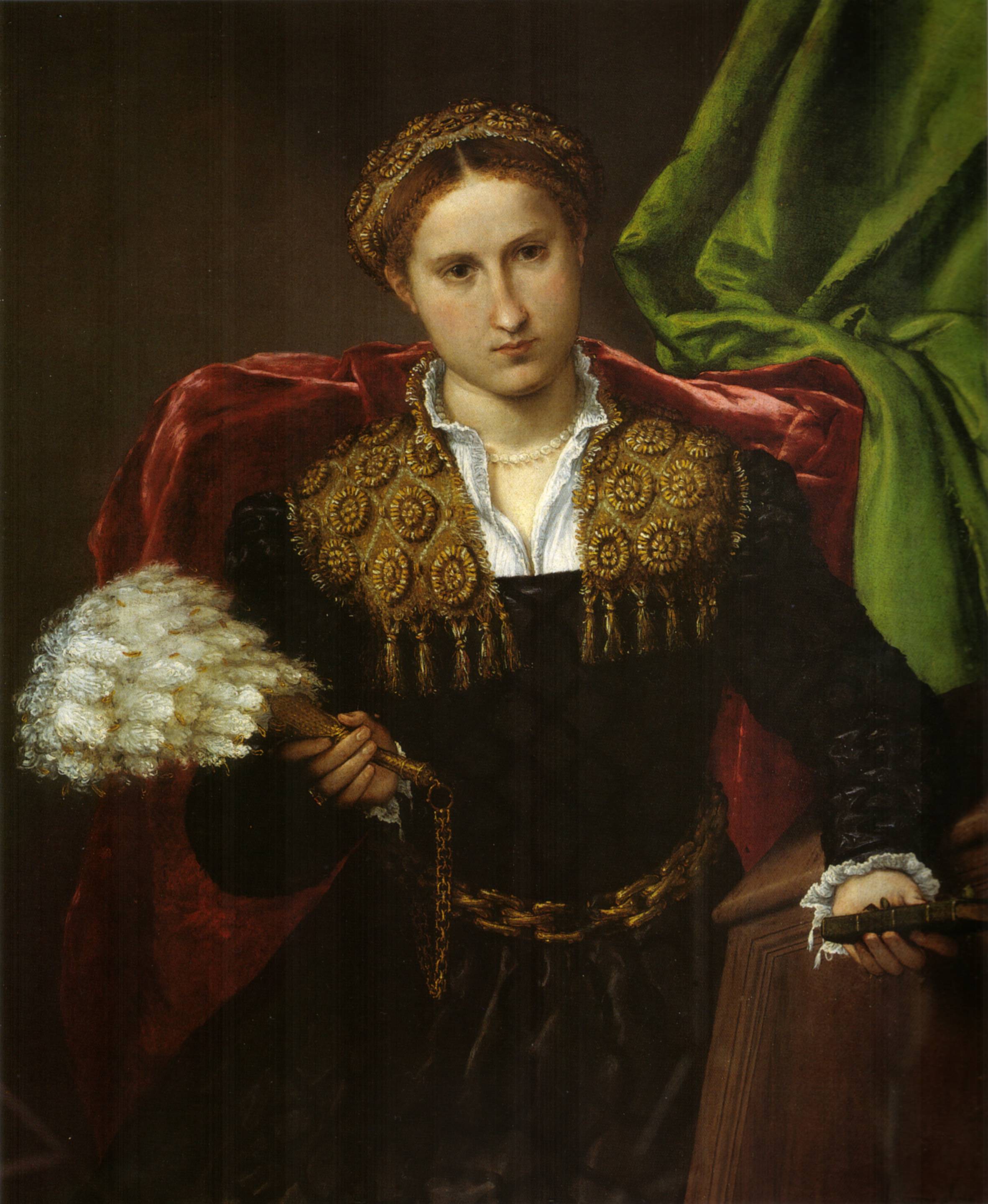
Lorenzo Lotto: Portret van Laura da Pola
Jacopo da Pontormo: Portret van Monseigneur Della Casa
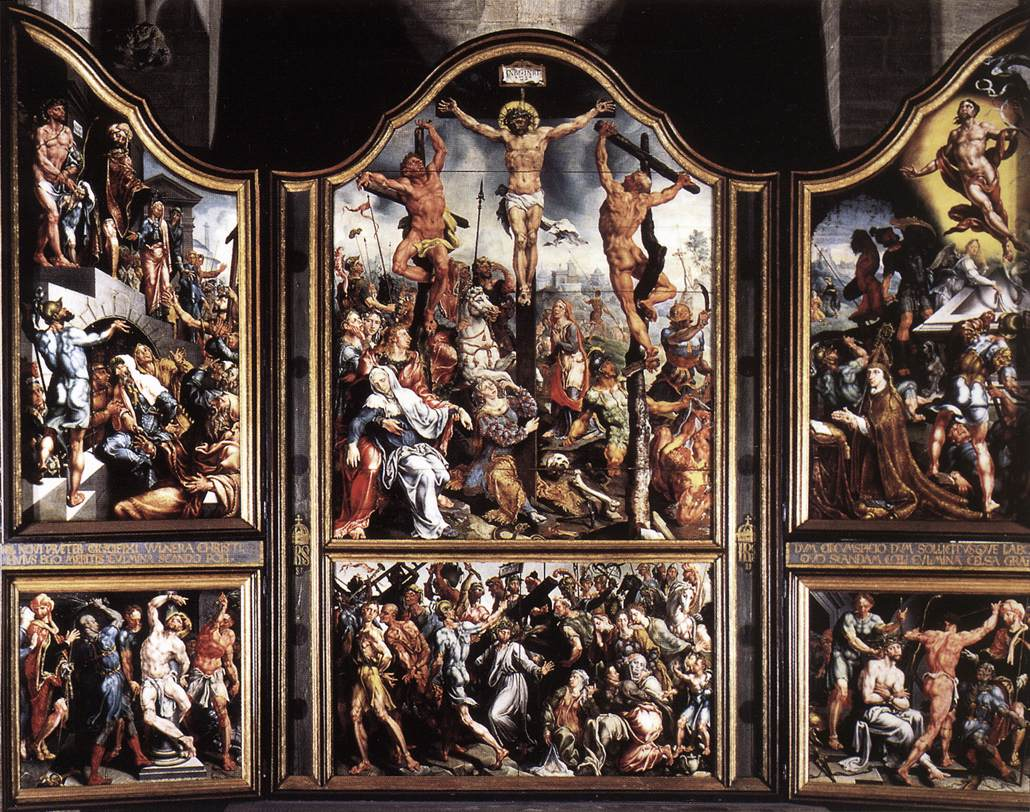
Maarten van Heemskerck: De kruisiging

## Opvolging
- patriarch van Antiochië (Grieks) - Dorotheüs IV opgevolgd door Joachim IV
- Brandenburg-Ansbach - George opgevolgd door zijn zoon George Frederik I
- Duitse Orde - Walter van Cronberg opgevolgd door Wolfgang Schutzbar
- Ferrara, Modena en Reggio - Alfonso I d'Este opgevolgd door zijn zoon Ercole II d'Este
- Gelre - Willem V van Kleef opgevolgd door keizer Karel V
- Ifriqiya (Hafsiden) - Muley Hassan opgevolgd door zijn zoon Ahmad III
- Kongo - Afonso I opgevolgd door zijn zoon Pedro I
- Neuchâtel - Johanna opgevolgd door haar kleinzoon Frans III van Longueville
- Saksen-Lauenburg - Magnus I opgevolgd door zijn zoon Frans I

## Afbeeldingen

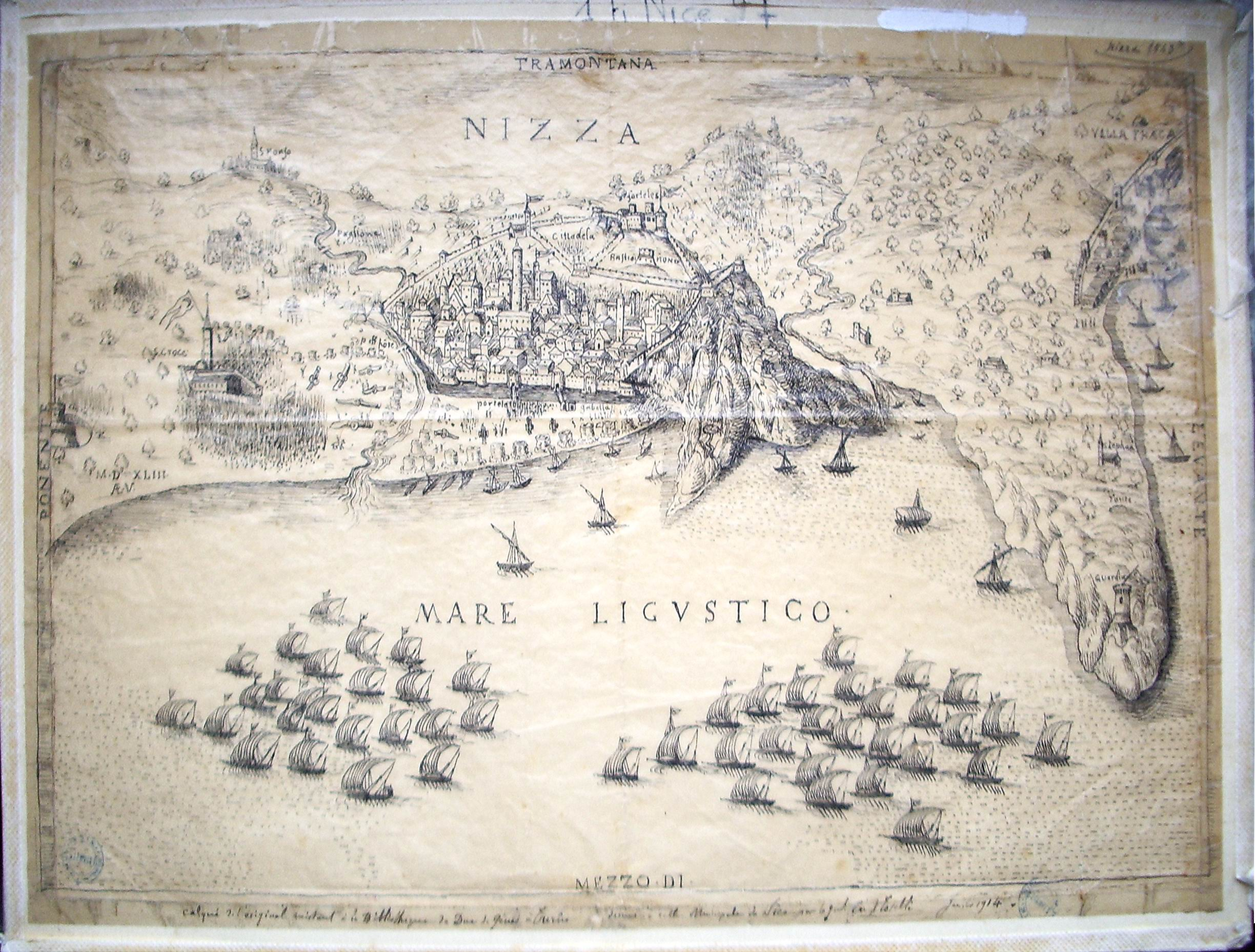
Beleg van Nice
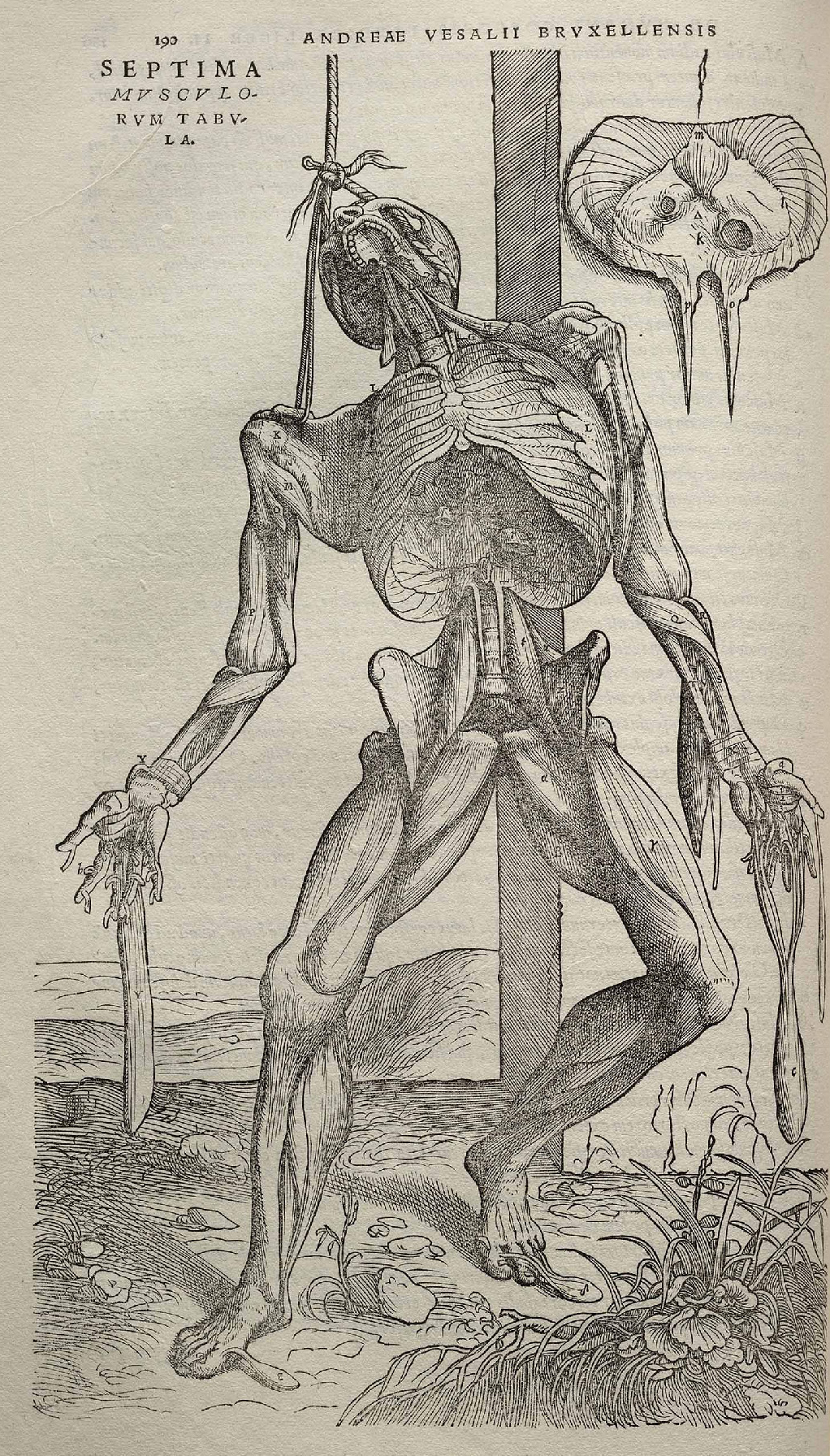
Houtsnede uit Vesalius' De humani corporis
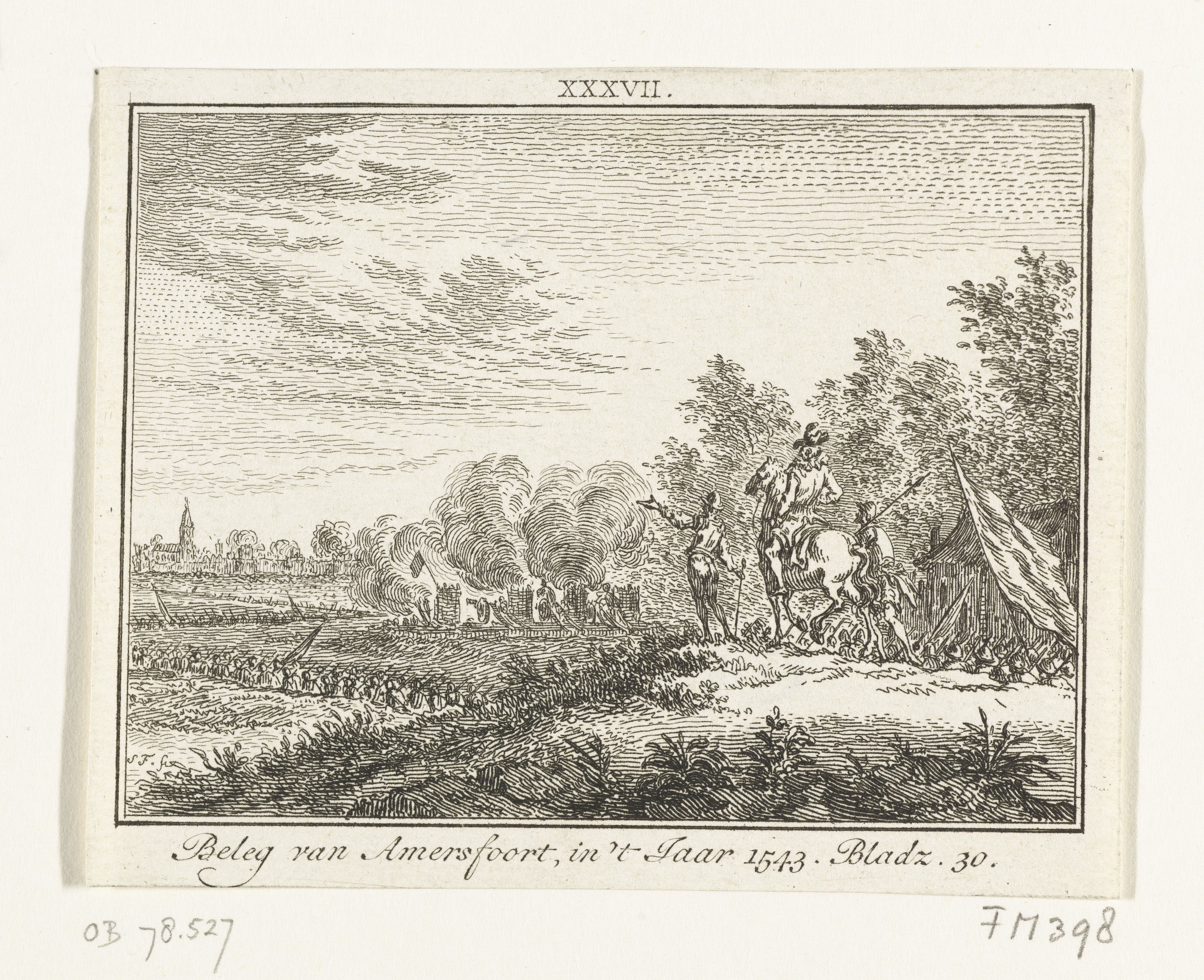
Beleg van Amersfoort
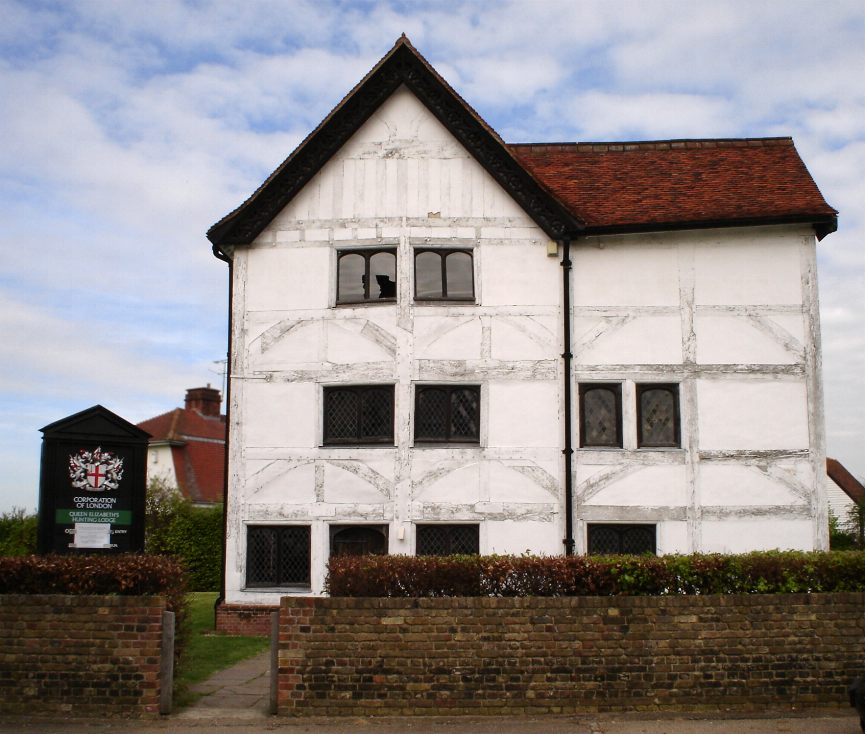
Queen Elizabeth's Hunting Lodge, Chingford (gebouwd 1543)
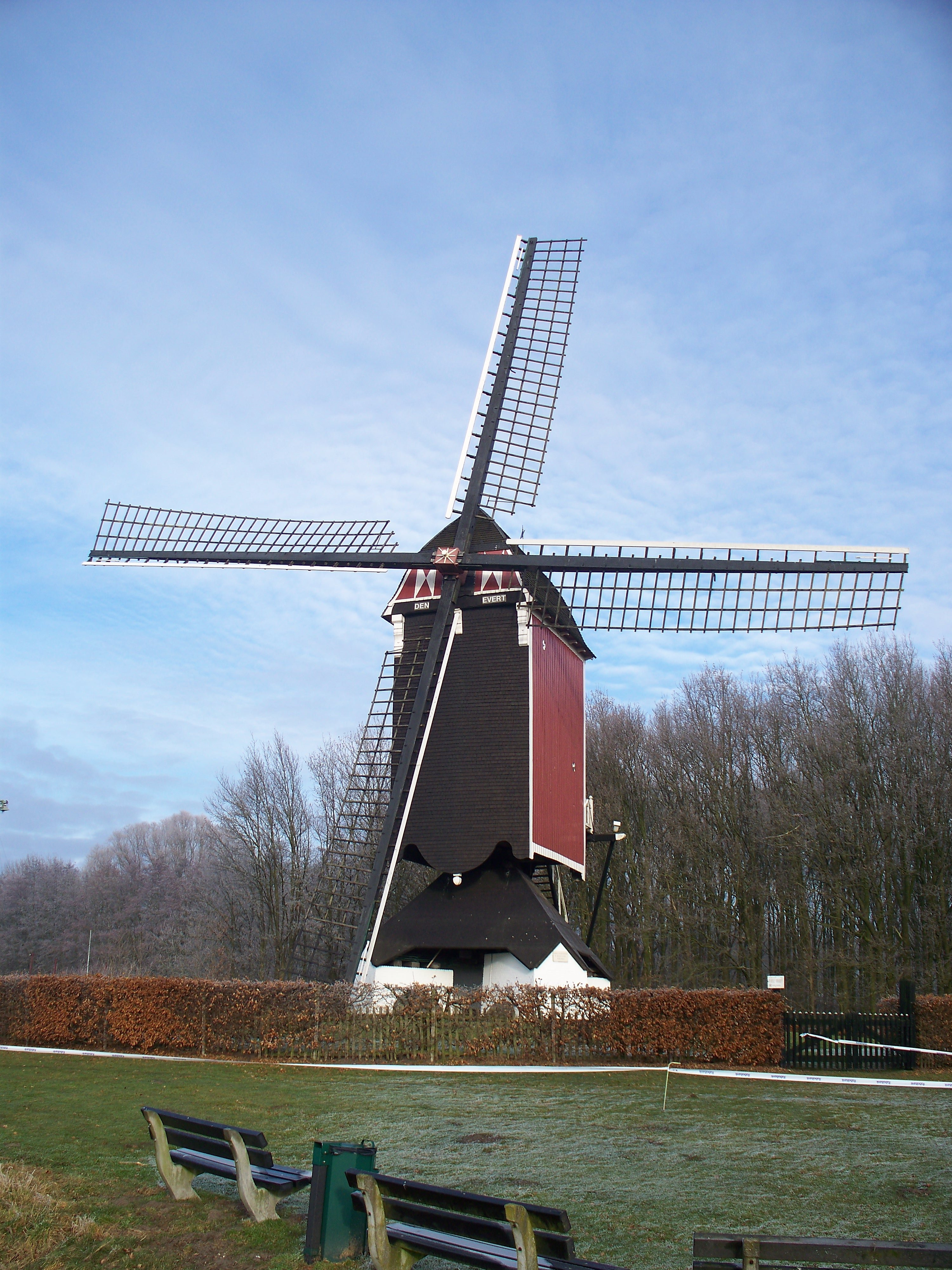
Den Evert, Someren (gebouwd 1543)
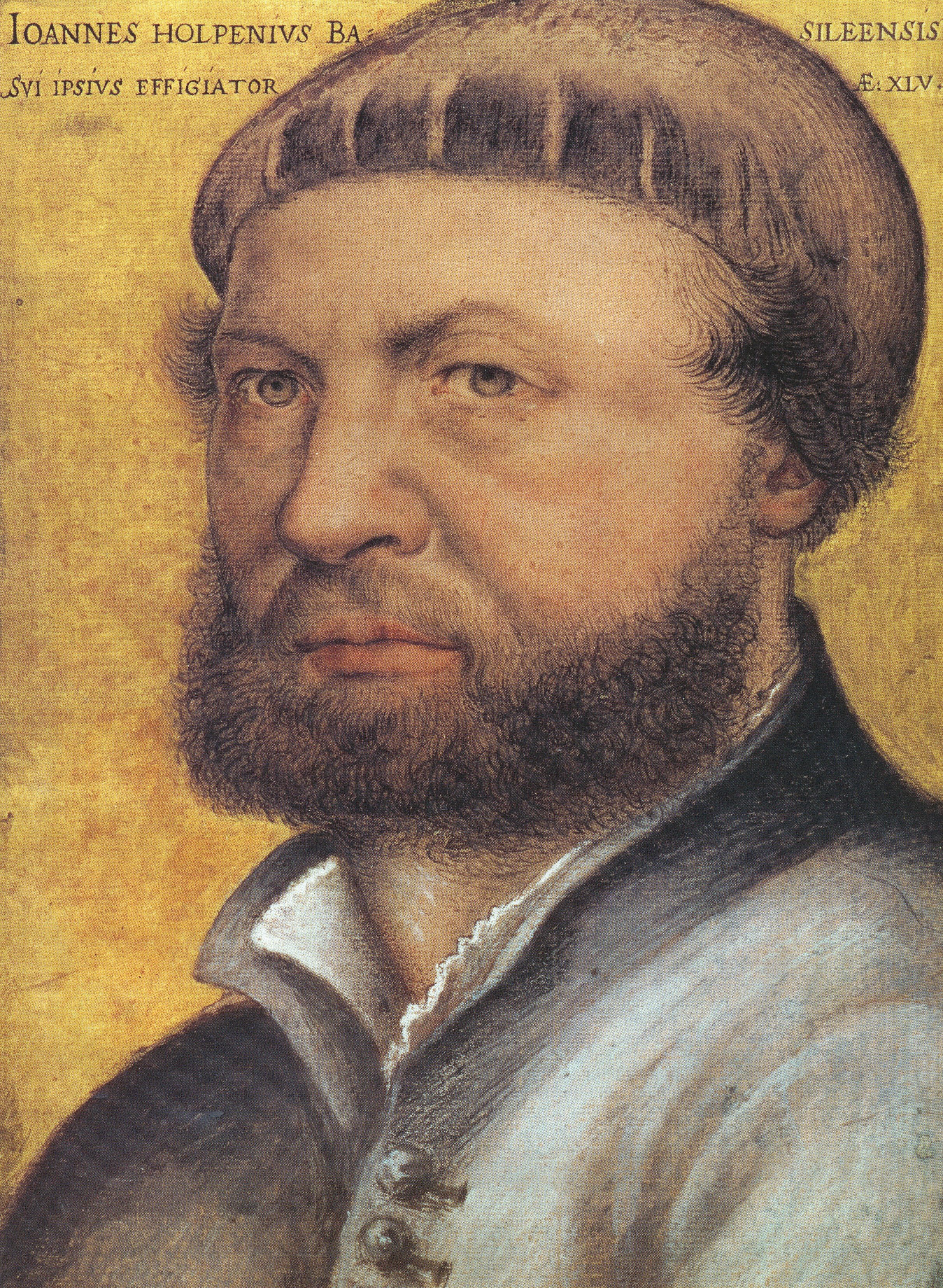
laat zelfportret van Hans Holbein de Jonge

## Geboren
- 31 januari - Tokugawa Ieyasu, shogun van Japan
- 18 februari - Karel III, hertog van Lotharingen
- 3 maart - Pierre II de Villars, Frans prelaat
- 7 maart - Johan Casimir van Palts-Simmern, Duits edelman
- 11 maart - Dorothea van Saksen-Lauenburg, Duits edelvrouw
- 1 april - François de Bonne de Lesdiguières, Frans veldheer
- 11 april - George Johan I van Palts-Veldenz, Duits edelman
- 15 april - Josina Zoudenbalch, Nederlands aristocrate
- 2 mei - Jan I Moretus, Zuid-Nederlands drukker
- mei - Cornelis van Aerssen, Zuid-Nederlands jurist
- 29 juni - Christina van Hessen, Duits edelvrouw
- 10 augustus - Joost Balbian, Nederlands alchemist
- 21 augustus - Giovanni Bembo, doge van Venetië
- 9 oktober - Ottavio Farnese, Italiaans edelman
- 25 oktober - Gerlach van der Capellen, Nederlands edelman
- 29 december - Catharina van Nassau, Duits edelvrouw
- Johan I van Bragança, Portugees edelman
- Domenico Fontana, Zwitsers architect
- Johann Thomas Freigius, Duits filosoof
- Karl Fugger, Duits legerofficier
- Pieter Cornelisz. van der Morsch, Nederlands ambtenaar
- Karel van Mansfeld, Zuid-Nederlands legerleider
- Quinten Massijs (II), Zuid-Nederlands kunstschilder
- Anthonis van Obbergen, Zuid-Nederlands architect
- George Johan I van Palts-Veldenz, Duits edelman
- Magnus II van Saksen-Lauenburg, Duits edelman
- Sönam Gyatso, dalai lama
- Marcin II Szyszkowski, Pools prelaat
- Nicolaus a Spira, Zuid-Nederlands abt
- Piotr Tylicki, Pools prelaat
- William Byrd, Engels componist (jaartal bij benadering)
- Ambroise Dubois, Zuid-Nederlands-Frans kunstschilder (jaartal bij benadering)
- François Fagel, Nederlands koopman (jaartal bij benadering)
- Andreas Pevernage, Zuid-Nederlands componist (jaartal bij benadering)
- Alexander Utendal, Zuid-Nederlands componist (jaartal bij benadering)

## Overleden
- 2 januari - Francesco da Milano (45), Italiaans componist
- 3 januari - Juan Rodríguez Cabrillo (~43), Portugees ontdekkingsreiziger
- 15 februari - Johannes Eck (56), Duits theoloog
- 2 maart - John Neville (49), Engels edelman
- 15 mei - Giulio Camillo (~62), Italiaans filosoof
- 24 mei - Nicolaas Copernicus (~69), Pruisisch astronoom
- 1 juni - Philippe Chabot (~50), Frans militair leider
- 25 juni - Josina van Beieren-Schagen, Noord-Nederlands edelvrouw
- 19 juli - Maria Boleyn (~43), Engels edelvrouw
- 1 augustus - Magnus I van Saksen-Lauenburg (73), Duits edelman
- 12 september - Filips van Lannoy (~56), Zuid-Nederlands edelman
- 20 september - Thomas Manners (~46), Engels edelman
- 22 september - Josse van Clichtove (~71), Zuid-Nederlands theoloog
- 23 september - Johanna van Neuchâtel (~58), Duits edelvrouw
- 6 oktober - Antonio d’Aragona (~37), Italiaans edelman
- 31 oktober - Alfonso I d'Este (68), hertog van Ferrara, Modena en Reggio (1505-1534)
- oktober of november - Hans Holbein de Jonge (~45), Duits-Brits kunstschilder
- 30 november - Francesco Granacci (~74), Florentijns kunstschilder
- 27 december - George van Brandenburg-Ansbach (59), Duits edelman
- 30 december - Gian Matteo Giberti (~48), Italiaans prelaat
- Polidoro da Caravaggio, Italiaans kunstschilder
- Cesare Cesariano (~68), Milanees kunstschilder en architect
- Walter van Cronberg (~66), grootmeester van de Duitse Orde
- Matthias Gretz (~63), Duits theoloog
- Herman IV Hoen (~78), Zuid-Nederlands edelman
- Melchior Hofmann, Duits anabaptistisch prediker
- Chaitanya Mahaprabhu (~43), Bengaals spiritueel leider
- Klemens Janicki (~27), Pools dichter
- Mansur Khan (~60), khan van Moghulistan
- Ludwig Senfl (~57), Zwitsers componist
- Frans van Tassis (~22), Duits postmeester
- Willem van Zuylen van Nijevelt, Noord-Nederlands dichter
- Afonso I, koning van Kongo (jaartal bij benadering)
- Francisca Coya, Peruviaans prinses (jaartal bij benadering)
- Dayan Khan, keizer van de Noordelijke Yuan (jaartal bij benadering)